# Barry Schwartz
Barry Schwartz (* 15. srpna 1946) je americký sociolog a psycholog. Je profesorem na Swarthmore College v USA, často výsledky svých výzkumů popularizuje v The New York Times. Proslavily ho například jeho testy inteligence analyzující roli vizuální percepci v inteligenci.

## Vzdělání
- 1968 – Newyorská univerzita, titul B.A.
- 1971 – Pensylvánská univerzita, titul Ph.D.[1]

## Publikace
- The Paradox of Choice: Why More Is Less, Ecco, 2004. (ISBN 0-06-000568-8, ISBN 0-06-000569-6) General thesis is that more choice doesn't mean better options or greater satisfaction.
- Psychology of Learning and Behavior, with Edward Wasserman and Steven Robbins
- The Costs of Living: How Market Freedom Erodes the Best Things in Life, Xlibris Corporation, 2001. (ISBN 0-7388-5251-1)
- Learning and Memory, with Daniel Reisberg
- The Battle for Human Nature: Science, Morality and Modern Life
- Behaviorism, Science, and Human Nature, with Hugh Lacey, W. W. Norton & Company, 1983. (ISBN 0-393-01585-8)